# DAYBREAK'S BELL
「DAYBREAK'S BELL」（デイブレイクス・ベル）は、日本のロックバンド、L'Arc〜en〜Cielの32作目のシングル。2007年10月10日発売。発売元はKi/oon Records。

## 概要
前作「MY HEART DRAWS A DREAM」以来約1ヶ月ぶりとなるL'Arc〜en〜Cielの2007年第3弾シングル。本作のレコーディングは、2007年初頭から同年6月開催のライヴツアー「Are you ready? 2007 またハートに火をつけろ!」の直前まで行われた、アルバム『KISS』の録音作業の期間中に行われている。また、本作は5ヶ月連続リリース（シングル・アルバム・DVD、合計6作品）の一環としてリリースされている。
本作の表題曲「DAYBREAK'S BELL」は、2007年10月6日からMBS・TBS系列で放送が開始されたテレビアニメ『機動戦士ガンダム00』（1stシーズン）の第1期オープニングテーマに使用されている。L'Arc〜en〜Cielの楽曲がテレビアニメのテーマソングに使用されたのは、2007年4月に放送を開始したアニメ『精霊の守り人』のオープニングテーマに使用された「SHINE」以来約半年ぶりのこととなる。なお、この曲は2007年6月8日に戸田市文化会館で行った公演を皮切りに開催したホールツアー「Are you ready? 2007 またハートに火をつけろ!」で先行披露されている。（詳細は楽曲解説の項目を参照）
L'Arc〜en〜Cielのメンバー4人は世代ということもあり、『機動戦士ガンダム』（初代）を視聴したことがあったという。作詞を担当したhydeは、アニメ『機動戦士ガンダム』シリーズの印象と表題曲のリリックについて「凄く痛みの強いアニメだなぁと思ってて。子供の頃はロボット同士が戦うっていうところに凄く惹かれて、戦争がどうのこうのっていうのがあんまりピンときてなかったんです。カッコいいところに目が行っちゃって、俺も操縦したい！みたいな（笑）。実際そこからの影響で、自衛隊に入った友達もいるし…メカ好きが高じてね。だからあんまり戦争っていうのを意識してないっていうか。戦争の恐ろしさを唱えてはいるけれども、何だかんだ言ってロボットじゃんみたいな、カッコいいじゃんみたいな感じだったのね。でも、この歳になって観るとほんと怖いのよ。ロボット同士で戦って、本当に戦争でどんどん人も死んでいくし、怖いなって思った。今度のシーズンも、過去に僕らがやってきた戦争とまったく同じことをアニメでもやってるんだなって…本当にまったく同じだなと思ったんで。だから、（そういう作品の主題歌であれば）戦争に対する気持ちを僕の視点でストレートに書かせてもらえそうだなぁと思ったんですね。書いても怒られないんじゃないかなって感じがしたというかさ（笑）。それで書いたんだ」と本作発売当時に述べている。
また、カップリング曲にはパートチェンジバンド、P'UNK〜EN〜CIELによるL'Arc〜en〜Cielの楽曲のセルフカバーが収録されている。

## リリース

### リリース形態
本作は、通常盤（CD）の1形態でリリースされている。初回限定仕様はスーパーピクチャーレーベル仕様となっている。また、初回封入特典として、わくわくペーパークラフト第3弾 -『ガンダム00』 フィーチャリングver.-（全4種のうち1種封入）に加え、『機動戦士ガンダム00』書き下ろしジャケットステッカー、『機動戦士ガンダム00』キャラクターIDカード（刹那・F・セイエイ ver.）が封入されている。

### チャート
本作は発売初週となる2007年10月22日付のオリコン週間シングルチャートで、前作「MY HEART DRAWS A DREAM」に続いて3作連続通算19作目の首位を獲得している。

## ミュージックビデオ
表題曲「DAYBREAK'S BELL」のミュージック・ビデオは、A.T.がディレクターを務めた作品となっている。映像は、爆撃に見舞われた町をイメージした舞台で撮影されており、一人の女性が戦火の中を彷徨うシーンとバンドの演奏シーンで構成されている。
このミュージック・ビデオは、2009年2月25日に発表したクリップ集『CHRONICLE 4』に初収録されている。また、2019年12月11日には公式YouTubeアーティストチャンネルにおいて、YouTube Music Premium限定で映像の有料公開が開始されている。前述のYouTubeチャンネルでの有料公開開始から約2年5ヶ月後となる2022年5月6日からは、同サイトで映像の無料公開が開始されている。

## 収録曲
| #         | タイトル                                                                    | 作詞      | 作曲      | 編曲            | 時間  |
| --------- | --------------------------------------------------------------------------- | --------- | --------- | --------------- | ----- |
| 1.        | 「DAYBREAK'S BELL」(L'Arc〜en〜Ciel)                                        | hyde      | ken       | L'Arc〜en〜Ciel | 4:12  |
| 2.        | 「夏の憂鬱 [SEA IN BLOOD 2007]」(P'UNK〜EN〜CIEL)                           | hyde      | ken       | HYDE P'UNK      | 4:10  |
| 3.        | 「DAYBREAK'S BELL (hydeless version)」(L'Arc〜en〜Ciel)                     |           | ken       | L'Arc〜en〜Ciel | 4:12  |
| 4.        | 「夏の憂鬱 [SEA IN BLOOD 2007] (TETSU P'UNKless version)」(P'UNK〜EN〜CIEL) |           | ken       | HYDE P'UNK      | 4:08  |
| 合計時間: | 合計時間:                                                                   | 合計時間: | 合計時間: | 合計時間:       | 16:42 |

## 楽曲解説
1. DAYBREAK'S BELL / L'Arc〜en〜Ciel
  - 作詞: hyde / 作曲: ken / 編曲: L'Arc〜en〜Ciel

哀愁あるアコースティックピアノの音色と独特なリズムパターンが印象的なロックナンバー。作曲を担当したkenは、この曲のデモ制作について「若さが迸る、インディの匂いがする曲を書きたいと思って書きました」「作為的じゃなくできた部分と、作為的に作った部分とあります[7][8]」とコメントしている。また、この曲の印象についてhydeは「L'Arc〜en〜Cielでいうkenにしか作れないクレバーな感じっていうか、コードの展開の仕方とか、kenのクレバーさが凄く生きてて、好きな曲ですね[9][5]」と語っている。ちなみに、この曲のオケを録っている最初の段階では、上記アニメへの楽曲提供の話はなかったといい、kenは「タイアップありきで作ったら、最初のリズムの部分とかこんなに難しく作ってなかったと思う。もう出来上がり間近に（タイアップが）決まったんですよ[7][8]」と述べている。
kenが言うように、この曲は独特なドラムのリズムパターンとなっており、2拍4拍にスネアが入らない構成となっている[10]。デモ音源を聴いた印象について、yukihiroは「"これ、どうやって叩くんだろ？"と思って。僕は選曲会の時は外してました（笑）[11][12]」とコメントしており、ドラム録りの際は演奏に苦労したという。このリズムパターンにした経緯について、kenは「最初からああいうドラムを思いついちゃったんですよ。もしドラムがドーンダンドドダン、ドーンダンドドダンという（シンプルな）パターンでこのメロディを歌っても、こうはならないと思うんですよね。だから、このテンポであのリズムパターンだったっていう…それも考えてなくてポコリと出てきたんですけど[13][14]」「（最近のテーマでもある"自分を驚かせる音楽を作る"という意味合いにおいて）自分を驚かせるひとつの要素だったかもしれないですね[13][14]」と語っている。また、yukihiroのドラム録りについて、kenは「yukihiroの生ドラムにときめいて、興奮しました。自分が作曲者だからというよりもひとりの音楽ファンとして喜んでいた。俺はこんなのが聴きたかったんだよって[15]」と語っている。そしてレコーディングの終盤に、アニメ『機動戦士ガンダム00』の製作陣から楽曲提供の依頼を受けている。
タイアップが決まったことを受け、kenは「正直に言うと、"いいのかなぁ？"って（笑）。ドラムがある種複雑にも聴こえるから…僕の中ではどうでもいいんですが、もっとシンプルなリズムのほうが"ポップ"であると捉える人達もいると思うから[13][14]」「自分の心配じゃなくて、"人の心配"をしてました（笑）[13][14]」と心境を述べている。余談だが、楽曲提供の話を受けtetsuyaは、自身が作曲した「NEXUS 4」のデモを基に、疾走感のあるテーマソングを制作しようと考えていたという。ただ、アニメのテーマが重い内容であったため、結果的にこの曲が選ばれることになったという。なお、メンバー4人は世代ということもあり、『機動戦士ガンダム』（初代）を視聴したことがあったといい、tetsuyaは「同じ『ガンダム』という名前のついた作品に携われるってことは光栄です[16][17]」と語っている。
作詞を担当したhyde曰く、制作当初は、デモ音源を初めて聴いた際に抱いた「暗い海の中に女性が立っているイメージ」をもとに歌詞を書こうと思っていたという[9][5]。その後、タイアップの話を受け、hydeはアニメ監督の水島精二を含めた製作陣との打ち合わせを行い、アニメに向けて歌詞を書き下ろすことにしている。打ち合わせの印象について、hydeは「監督と話をしたら"あっ、これイケるかもなあ"と思って（笑）。"（自分が抱いたイメージ）そのまんまでいいんじゃないの？"みたいに感じた[4][5]」「戦争に対する気持ちを僕の視点でストレートに書かせてもらえそうだなぁと思った[4][6]」と語っており、hydeが感じた曲の情景とアニメの内容を合わせ、「戦争に駆り出される男性を想う女性の視点」で歌詞が手掛けられることとなった。また、この曲の歌詞は、武力によって戦争根絶を実現しようとする上記アニメの主人公に対するヒロインの心境とリンクするような内容に仕上げられている。作詞作業を振り返り、hydeは「楽曲を制作するにあたって世界観を如何にガンダムとリンクさせるかがポイントでした[要出典]」と本作発売当時のインタビューで述べている。
前述のように、hydeの戦争に対する思いを歌詞にのせていることから、この曲を反戦歌と捉えるリスナーも多いが、hyde曰く「繰り返し過ちを重ねていく"人間の性"」を歌詞の主題としているという[4][18]。歌詞のテーマについて、hydeは「たぶんこのDNAの中に戦争をすることは既に入っている…それはもう誰もが知ってることで。だから俺は戦争がなくなって欲しいと思うけど、でも実際になくなるっていうことに対しては自信がないっていうか。（中略）正直、性（サガ）なんだろうなって思うよね[4][18]」「戦争を知らないような子供にもちゃんとそういうDNAが入っていて、それと付き合いながらこの子は大きくなるんだろうなぁみたいな。…悲しいとは思いますけど[4][18]」「ちょっとした諦めも入ってるっていうか[4][18]」と語っている。
また、歌詞の中に＜貴方に死んでも殺めて欲しくも無い＞というフレーズがあるが、hydeはこの曲をアニメにマッチさせるため、もう少し柔らかい表現にしたほうがいいかもしれないと考えていたという[4][19]。しかし、アニメ製作陣に歌詞を提示した際に評判が良かったことから、このフレーズが残ることとなった。このことについて、hydeは「何回か（歌詞を）送ったり"もうちょっとソフトにしたほうがいいんじゃないかな？"みたいな感じのことを俺も言ったんだけど、"大丈夫、突き進んでくれ"みたいに言われて。"よ〜し、わかった！"みたいな（笑）。"任せろ！"みたいな。（中略）だから凄く思い切りのいい歌詞ができたし、凄く入り込めた[4][19][20]」と述べている。なお、tetsuyaは＜進化しない誰もに流れるこの血が 大嫌い＞というフレーズが特にお気に入りだと述べている[16][21]。
余談だが、この曲は前述のテレビアニメシリーズの1stシーズンの最終話および、2ndシーズンの最終話のエンディングテーマも飾っている。また、テレビアニメの続編となる『劇場版 機動戦士ガンダム00 -A wakening of the Trailblazer-』における終着点を歌いあげたような歌詞であることから、この曲は"ガンダム00シリーズを象徴する楽曲"となっている。さらに、この曲の歌詞に＜澄みわたる未来が来たなら草花も兵器に 宿るだろう＞というフレーズがあるが、このフレーズを連想させる描写がアニメの随所に登場している。例えば、テレビアニメのエンディング映像では、「銃に花が巻き付いているシーン」（2ndシーズン第1期ED『Prototype』）や、「花畑の中で風化したダブルオーガンダムが佇んでいるシーン（DVD版ではさらに花がダブルオーガンダムから咲いている）」（2ndシーズン第2期ED『trust you』）が存在する。さらに、同アニメの劇場版のエピローグにおいても「色鮮やかな花々が咲いたELSクアンタが花畑に佇んでいるシーン」が挿入されている。
2. 夏の憂鬱 [SEA IN BLOOD 2007] / P'UNK〜EN〜CIEL
  - 作詞: hyde / 作曲: ken / 編曲: HYDE P'UNK

パートチェンジバンド、P'UNK〜EN〜CIELによる、3rdアルバム『heavenly』の収録曲「夏の憂鬱」のセルフカバー。
この曲には、アレンジを担当したhydeが「俺の青春の、80年代スラッシュメタルのオイシイとこをグッと寄せ集めた感じ[4][20]」というように、パンクというよりはメタルテイストのアレンジが施されている。具体的には、スラッシュメタルバンド、スレイヤーをイメージしたアレンジが施されており[4][20]、原曲の雰囲気をほとんど留めていないセルフカバーとなっている。ちなみに、スレイヤー風のアレンジをするうえで、hydeは「夏の憂鬱」の他に「Lies and Truth」を候補として考えていたという[4][20]。
また、速いツーバスを駆使したドラミングが特徴的なアレンジとなっているが、ドラムを担当したkenは、自身が本職のドラマーでないことから、「ツーバス禁止令を出してた[7][22]」という。ただ、アレンジ担当のhydeの意向により、半ば強制的にツーバスが採用されることとなった。ken曰く「hydeのデモ・テープが上がってきて、日程みたら練習する時間がなかった[7][22]」「スタジオが全部貸し切られちゃってて[7][22]」といい、2007年6月から開催したホールツアー「Are you ready? 2007 またハートに火をつけろ!」の開催中に、静岡県・浜松にあるライヴハウスを借り、ken一人でドラムの練習をしていたという[7][22]。

## タイアップ
DAYBREAK'S BELL
- MBS・TBS系テレビアニメ『機動戦士ガンダム00』（1stシーズン）第1期（第1話〜第13話）オープニングテーマ[注釈 1]

## 参加ミュージシャン
- DAYBREAK'S BELL / L'Arc〜en〜Ciel
  - hyde：Vocal
  - ken：Guitar
  - tetsu：Bass
  - yukihiro：Drum
    - ken：Keyboards, Manipulate
    - 富樫春生：Acoustic Piano
    - 斎藤仁：Manipulate
- 夏の憂鬱 [SEA IN BLOOD 2007] / P'UNK〜EN〜CIEL
  - TETSU P'UNK：Vocal
  - HYDE P'UNK：Guitar
  - YUKI P'UNK：Bass, Screams
  - KEN P'UNK：Drums

## カバー
（※）音源がフィジカルに収録されているものに限り記載する。
- 燐舞曲 [青柳椿（加藤里保菜） / 月見山渚（大塚紗英） / 矢野緋彩（もものはるな） / 三宅葵依（つんこ） / 編曲：咲人]（2020年10月25日に配信を開始したモバイル音楽ゲーム『D4DJ Groovy Mix』に収録[23]。音源としては2023年1月25日発売の『D4DJ Groovy Mix カバートラックス vol.7』に初収録）

## 収録アルバム
オリジナルアルバム
- 『KISS』 (#1)

ベストアルバム
- 『TWENITY 2000-2010』 (#1)

セルフカバーアルバム
- 『P'UNK IS NOT DEAD』 (#2)

コンピレーションアルバム
- 『機動戦士ガンダム00 ORIGINAL SOUND TRACK 2』 (#1,TV放映サイズバージョン)
- 『Anime×Music Collaboration 39 '02-'07』 (#1)
- 『機動戦士ガンダム00 COMPLETE BEST』 (#1)
- 『GUNDAM SONGS 145』 (#1)